# Птичи остров
Птичият остров е малък остров в българските териториални води на Черно море с площ 9 декара.
Надморската му височина е около 5 m. Намира се близо до къмпинг „Арапя“, южно от село Лозенец и северно от Царево. На острова кацат и гнездят чайки и други видове птици.